# Sfârșit de săptămână
Sfârșitul de săptămână (uzual și weekend, din engleză) desemnează cele două zile aflate la sfârșitul unei săptămâni, sâmbăta și duminica. În multe culturi, sfârșitul de săptămână este nelucrător, fiind dedicat de oameni activităților de timp liber.